# Miguel Corte-Real
Miguel Corte-Real (Terceira, 1448 – 1502) è stato un esploratore e navigatore portoghese.

## Origini
Miguel Corte-Real era figlio di João Vaz Corte-Real, capitano donatario dell'isola di Terceira, e fratello di Gaspar Corte-Real, entrambi famosi navigatori portoghesi del XV secolo, e quindi membro della nobile famiglia Corte-Real. 

## Spedizioni
Il poeta siciliano Giovanni Cataldo Parisio, conosciuto anche come Cataldo Sículo, che alla fine del XV secolo risiedette temporaneamente a Lisbona, dedicò a Miguel Corte-Real un poema, poi incluso nella sua opera Poemata pubblicata a Lisbona nel 1502. Da questo componimento si può dedurre che Miguel Corte-Real ricoprì la funzione di ufficiale del re portoghese Manuele I e che partecipò a diverse spedizioni militari nel nord Africa. 
Nel 1501 suo fratello Gaspar salpò per una seconda spedizione di esplorazione dell'oceano Atlantico nord-occidentale. Egli era già stato protagonista nel 1499 di una spedizione nella medesima regione, nel corso della quale era arrivato ad avvistare le coste di quella che, nelle prime mappe del XV secolo, fu indicata in suo onore come "Terra Corterialis" e che oggi è conosciuta come penisola del Labrador. Proprio in virtù di tali nuove scoperte, Manuele I autorizzò la suddetta nuova spedizione, che fu finanziata anche da Miguel Corte-Real in cambio della promessa del fratello di condividere il governo delle eventuali terre scoperte che era stato promesso a Gaspar Corte-Real da Manuele I. Sebbene prima si credesse il contrario, oggi si sa che Miguel Corte-Real non prese parte alla suddetta spedizione del 1501 in cui suo fratello Gaspar, che la comandava, trovò la morte, poiché era stato messo al comando di alcune navi inviate dal re portoghese in aiuto di Venezia, impegnata in una guerra con i turchi nel Mediterraneo orientale..
Proprio al fine di ritrovare il fratello, nell'inverno 1501-1502, Miguel approntò una spedizione composta da tre caravelle che infine partì da Lisbona in 10 maggio 1502. Raggiunta la costa dell'isola di Terranova, le tre navi decisero di separarsi per allargare il territorio ricerca dandosi appuntamento per il 20 agosto. Nel giorno stabilito, però, solo due delle navi si presentarono nel luogo deciso per l'incontro, di Miguel Corte-Real e della sua caravella non vi furono infatti più tracce. 
L'anno seguente, il terzo dei fratelli Corte-Real, Vasco Anes, chiese al re l'autorizzazione per partire alla ricerca dei suoi due fratelli ma Manuele I, temendo la scomparsa di un nuovo equipaggio, negò il suo consenso e non finanziò la spedizione. Tuttavia, nello stesso anno altre due navi partirono per esplorare l'Atlantico nord-orientale, ma nessuna di esse portò notizie dei fratelli Corte-Real.

## La Roccia di Dighton

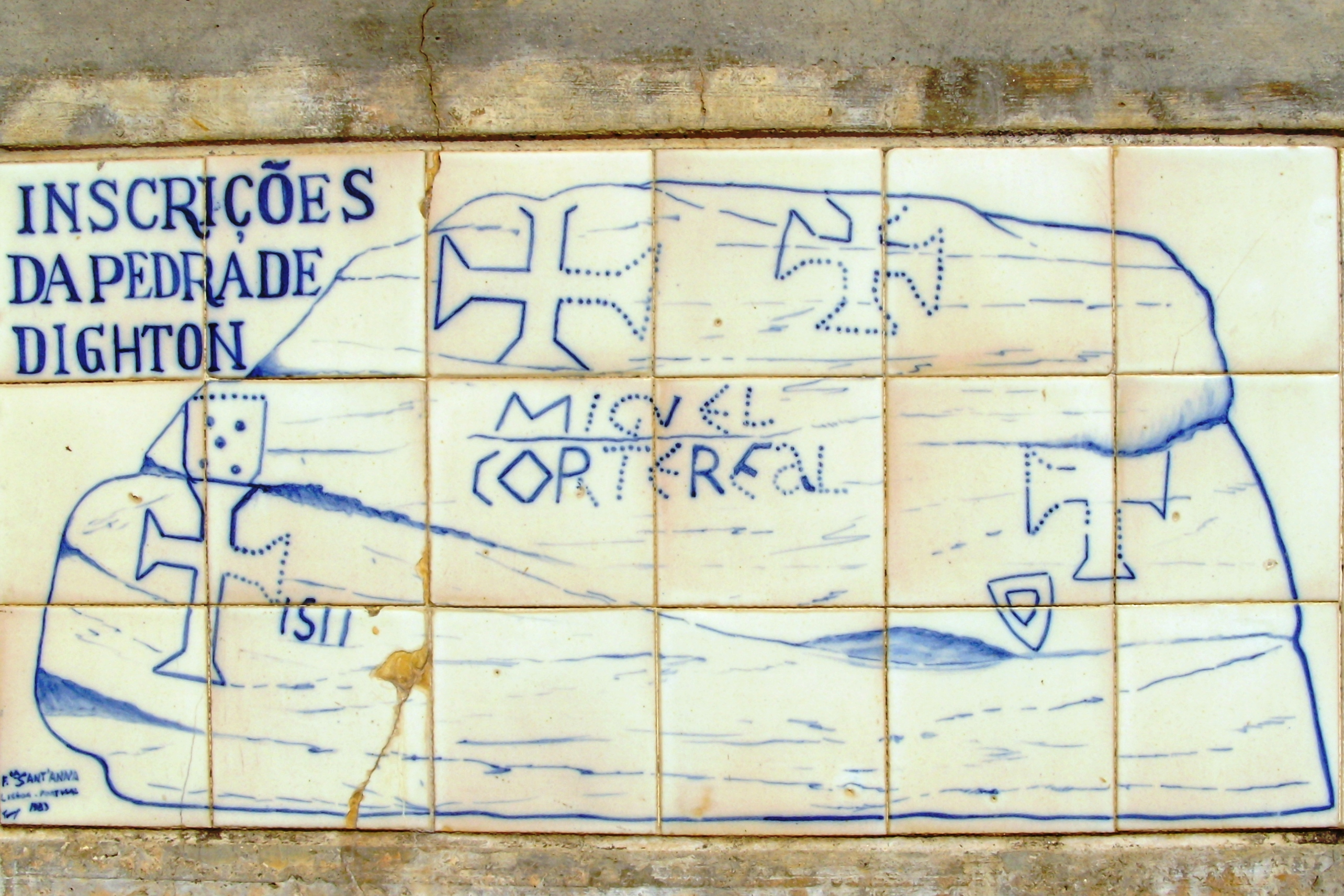
Interpretazione delle iscrizioni sulla Roccia di Dighton: un dettaglio della replica esposta al museo della Marina di Lisbona.

La Roccia di Dighton è un masso di 40 tonnellate originariamente situato nel letto del fiume Tauton, nei pressi del comune di Berkley (facente parte della cittadina di Dighton) nel Massachusetts. Sulla roccia sono presenti numerosi petroglifi, soprattutto linee, forme geometriche, disegni schematici di persone e scritte, la cui origine, sicuramente antica, è ancora oggi sconosciuta.

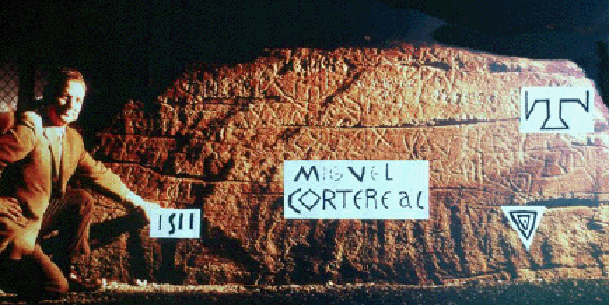
Il professor Delabarre mostra la propria decifrazione dell'iscrizione sulla Roccia di Dighton.

Tra la tante ipotesi formulate sull'autore delle iscrizioni, nel 1912, Edmund B. Delabarre (1863 — 1945), ricercatore e professore di psicologia alla Brown University, scrisse un articolo in cui dichiarava che i petroglifi sulla Roccia di Dighton erano la prova che Miguel Corte-Real avesse raggiunto il New England. Secondo Delabarre, infatti, le iscrizioni sulla roccia sarebbero messaggi abbreviati in latino la cui traduzione sarebbe: "Io, Miguel Cortereal, 1511. In questo luogo, per volere di Dio, sono diventato un capo degli indiani", tutto ciò corredato da diverse croci dell'Ordine del Cristo portoghese e da uno scudo portoghese. Di seguito l'iscrizione sulla roccia secondo Delabarre:
MIGUEL CORTEREAL v[oluntate] DEI
hic DUX IND[iorum]
1511
Tale interpretazione è stata comunque più volte smentita, ad esempio dal famoso storico statunitense Samuel Eliot Morison che, nel suo libro del 1971 intitolato "The European Discovery of America: The Northern Voyages", la rigetta con forza, e la maggior parte degli storici ritiene oggi che Miguel Corte-Real abbia trovato la morte in un naufragio davanti alla costa nord-orientale del continente nordamericano.